# Innocenti evasioni (album)
Innocenti evasioni è un album raccolta del 1993, il primo di una serie di compilation contenenti brani di Lucio Battisti riletti da altri artisti.

## Canzoni
1. Raf - E penso a te
2. Fabio Concato - Perché no
3. Paola Turci - Ancora tu
4. Matia Bazar - Con il nastro rosa
5. Anna Oxa - Prendila così
6. Eugenio Finardi - I giardini di marzo
7. Luca Barbarossa - La canzone del sole
8. Enrico Ruggeri - Anche per te
9. Litfiba - Il tempo di morire
10. Andrea Mingardi - Io vorrei... non vorrei... ma se vuoi
11. Ornella Vanoni - Sì, viaggiare
12. Mango & Big Band - Non è Francesca